# Astragalus fraxinifolius
Astragalus fraxinifolius es una especie de planta del género Astragalus, de la familia de las leguminosas, orden Fabales.

## Distribución
Astragalus fraxinifolius se distribuye por Turquía, Armenia y Bulgaria.

## Taxonomía
Fue descrita científicamente por DC. Fue publicada en Astragalogia 142 (1802).